# دبس الخروب
دبس الخروب سائل لزج حلو المذاق، يستخرج من فاكهة شجرة الخروب.

## كيفية تصنيعه
تقطف ثمار الخروب في النصف الثاني من شهر آب. تجفف جيداً ثم تفرم وتخزن إلى أن يحل الخريف، عندها يوضع الخروب المطحون في وعاء مثقوب القاع ويضاف إليه الماء لاستخراج السائل الحلو منه.

## مكونات دبس الخروب الغذائية
يحتوي دبس الخروب على سكر الفروكتوز بدلاً من السوكروز، وذلك بنسب تفوق نسبة السكر في الشمندر وفي قصب السكر مما يجعله سهل الهضم.
ويعتبر الخروب البديل الصحي الآخر للشوكولا، لأنه خال من المواد المنبهة، مثل مادة الـ«ثيوبرومين» والكافيين الموجودة في الشوكولا. وتسبب هذه المواد عادة الحساسية، وتؤدي إلى الإدمان والمزاج العكر. وهو حلو بالطبيعة، لذا لا تضم منتجاته الكثير من السكر فيها، ويمكن استخدامه طحناً أو بديلًا عن بودرة أو دقيق الكاكاو في المطاعم. كما يستخدم البعض الخروب مخلوطاً مع البطاطس المدقوقة ناعما لعلاج الإسهال عند الأطفال.